# Еполетник каліфорнійський
Еполетник каліфорнійський (Agelaius tricolor) — вид горобцеподібних птахів родини трупіалових (Icteridae).

## Поширення
Вид поширений на заході Північної Америки. Розмножується в Каліфорнії, Орегоні, на заході Невади, у Вашингтоні, на північному заходу Нижньої Каліфорнії (Мексика). Середовищем існування виду є болота з очеретом або осокою. Його також можна зустріти на пасовищах, рисових полях та інших зрошуваних сільськогосподарських угіддях. Трапляється на висоті до 1300 метрів.

## Опис
Загальна довжина у середньому становить 22,3 см для самців і 18,5 см для самиць. Вага 60,0-79,0 грамів у самців і 46,0-54,5 грамів у самиць. Між статями існує чіткий статевий диморфізм. Самці забарвлені в блискучий чорний колір і іноді мають злегка блакитний відтінок. Накладені червоні та чисто білі смуги на нарукавниках типові для виду. Самиці рівномірно забарвлені в чорно-сірий колір майже без відмітин. Лише горло брудно-біле. Райдужка темно-коричнева в обох статей. Ноги, ступні і дзьоб чорні.